# US Open 1998 (Badminton)
Die US Open 1998 im Badminton fanden vom 9. bis zum 13. Juni 1998 in Orange statt. Das Preisgeld betrug 35.000 US-Dollar, was dem Turnier zu einem Ein-Sterne-Status im Grand Prix verhalf.

## Austragungsort
Orange County Badminton Club, Orange

## Sieger und Platzierte
| Disziplin    | Gold                               | Silber                            | Bronze                            |
| ------------ | ---------------------------------- | --------------------------------- | --------------------------------- |
| Herreneinzel | Fung Permadi                       | Bruce Flockhart                   | Ardy Wiranata                     |
| Herreneinzel | Fung Permadi                       | Bruce Flockhart                   | Kevin Han                         |
| Dameneinzel  | Yeping Tang                        | Joanne Muggeridge                 | Cindy Shi                         |
| Dameneinzel  | Yeping Tang                        | Joanne Muggeridge                 | Kara Solmundson                   |
| Herrendoppel | Horng Shin-jeng Lee Wei-jen        | Iain Sydie Darryl Yung            | Mike Beres Bryan Moody            |
| Herrendoppel | Horng Shin-jeng Lee Wei-jen        | Iain Sydie Darryl Yung            | Kenny Chen Alex Liang             |
| Damendoppel  | Kirsteen McEwan Elinor Middlemiss  | Milaine Cloutier Robbyn Hermitage | Tammy Jenkins Rhona Robertson     |
| Damendoppel  | Kirsteen McEwan Elinor Middlemiss  | Milaine Cloutier Robbyn Hermitage | Felicity Gallup Joanne Muggeridge |
| Mixed        | Elinor Middlemiss Kenny Middlemiss | Andy Chong Yeping Tang            | Manon Albinus Ruud Kuijten        |
| Mixed        | Elinor Middlemiss Kenny Middlemiss | Andy Chong Yeping Tang            | Mike Beres Kara Solmundson        |

## Finalergebnisse
| Disziplin    | Sieger                             | Finalist                          | Ergebnis           |
| ------------ | ---------------------------------- | --------------------------------- | ------------------ |
| Herreneinzel | Fung Permadi                       | Bruce Flockhart                   | 15-8, 15-5         |
| Dameneinzel  | Yeping Tang                        | Joanne Muggeridge                 | 7-11, 11-4, 11-3   |
| Herrendoppel | Horng Shin-jeng Lee Wei-jen        | Iain Sydie Darryl Yung            | 12-15, 15-12, 15-6 |
| Damendoppel  | Elinor Middlemiss Kirsteen McEwan  | Robbyn Hermitage Milaine Cloutier | 7-15, 15-5, 15-7   |
| Mixed        | Kenny Middlemiss Elinor Middlemiss | Andy Chong Yeping Tang            | 10-15, 15-5, 15-8  |

## Halbfinalresultate
| Disziplin    | Sieger                             | Gegner                            | Ergebnis            |
| ------------ | ---------------------------------- | --------------------------------- | ------------------- |
| Herreneinzel | Fung Permadi                       | Ardy Wiranata                     | 10-15, 15-8, 15-7   |
|              | Bruce Flockhart                    | Kevin Han                         | 15-10, 15-7         |
| Dameneinzel  | Yeping Tang                        | Cindy Shi                         | 11-7, 7-11, 11-8    |
|              | Joanne Muggeridge                  | Kara Solmundson                   | 2-11, 7-10, rtd     |
| Herrendoppel | Iain Sydie Darryl Yung             | Kenny Chen Alex Liang             | 18-16, 15-5         |
|              | Horng Shin-jeng Lee Wei-jen        | Kenny Middlemiss Russell Hogg     | 12-15, 15-6, 15-8   |
| Damendoppel  | Elinor Middlemiss Kirsteen McEwan  | Joanne Muggeridge Felicity Gallup | 15-7, 5-15, 15-11   |
|              | Robbyn Hermitage Milaine Cloutier  | Rhona Robertson Tammy Jenkins     | 15-12, 10-15, 18-16 |
| Mixed        | Andy Chong Yeping Tang             | Ruud Kuijten Manon Albinus        | 15-12, 15-6         |
|              | Kenny Middlemiss Elinor Middlemiss | Mike Beres Kara Solmundson        | 15-11, 15-3         |